# Ol’ Dirty Bastard
Ol’ Dirty Bastard (* 15. November 1968 in Brooklyn; † 13. November 2004 in Manhattan, bürgerlich Russell Tyrone Jones) war ein US-amerikanischer Rapper und Mitglied des Wu-Tang Clans.

## Leben
Jones gründete zusammen mit seinen Cousins RZA und GZA das Trio „Force of the Imperial Master“, das als „All in Together Now Crew“ eine erfolgreiche Underground-Single veröffentlichte. Mit beiden zusammen gründete er dann 1992 den Wu-Tang Clan. Nachdem noch weitere fünf Rapper dem Clan beigetreten waren, veröffentlichten sie 1993 ihr erstes Album Enter the Wu-Tang (36 Chambers). Das Album ist ein Meilenstein des Hip-Hops in den 1990er Jahren.
Das Album platzierte zahlreiche Mitglieder des Clans auch als Solisten prominent in der Öffentlichkeit, O.D.B. bekam aber die größte Aufmerksamkeit von Presse und Fans. Sein vernuschelter, halb gerappter, halb gesungener Stil, der durch oft bizarren Humor und ungewohnte Wortspiele glänzte, wurde zum Markenzeichen des ganzen Clans. Für diesen Stil gab es keine Vorbilder, sein Künstlername stammt laut Method Man daher, dass es „keinen Vater seines Stils“ gebe.
O.D.B. selbst erklärte seine Namenswahl bei einem Interview mit MTV wie folgt:

“My style is oldschool, I keep it dirty and I know that a bastard is one who has no father.”

„Mein Style ist alte Schule, ich mag es derb und ich weiß, dass ein Bastard jemand ohne Vater ist.“

Nach Method Mans 1994er-Veröffentlichung Tical publizierte Ol’ Dirty Bastard 1995 als zweiter Künstler des Clans ein eigenes Soloalbum. Am 28. März 1995 erschien Return to the 36 Chambers: The Dirty Version, die Singles Brooklyn Zoo und Shimmy Shimmy Ya wurden Hits, das Album selbst gewann Gold. Produzent RZA gestaltete die Musik noch minimalistischer als auf dem Debütalbum der Gruppe, so dass O.D.B.s Rap ein herausgehobener Stellenwert zukam. In dieser Zeit entstand auch sein eher zweifelhafter Ruhm: Eine Reportage auf MTV zeigte ihn, wie er mit seiner Limousine zwei seiner sieben Kinder zu einem Wohlfahrtsbüro in New York brachte, um die US-amerikanische Sozialhilfe zu kassieren, während sich sein Album noch in den Top 10 der Charts befand.
Auf dem nächsten Wu-Tang-Album Wu-Tang Forever spielte er eine wesentlich reduziertere Rolle als noch auf der ersten Veröffentlichung. Neben dem Solo-Track Dog Shit, rappte er nur noch auf zwei weiteren Tracks (Reunited und Maria) und hatte ansonsten nur einen Hook und eine gesprochene Einführung.
Bei den Grammy Awards 1998 stürmte er überraschend die Bühne und begann sich zu beschweren, dass er extra neue teure Kleidung gekauft habe, da er davon ausging, den Titel für das beste Rapalbum zu gewinnen. Bevor er von der Bühne geleitet wurde, verkündete er noch I don’t know how you all see it, but when it comes to the children, Wu-Tang is for the children. Im April 1998 verkündete er, dass er seinen Künstlernamen in Big Baby Jesus geändert habe, ohne jedoch erklären zu können warum.
1999 veröffentlicht er Nigga Please, das in Teilen noch bizarrer war als seine Vorgänger. Die von The Neptunes produzierte Single Got Your Money war ein Charterfolg und legte den Grundstein für die zukünftige Karriere der Neptunes, ebenso wie für die Sängerin Kelis, die auf ihr den Refrain sang.
Ab 2001 wurde er für 16 Monate wegen illegalen Drogenbesitzes inhaftiert. Damals wurde auf behördliche Anordnung hin auch sein physischer und psychischer Zustand untersucht. Sein damaliges Musiklabel Elektra publizierte ein Best-of-Album. Zum einen, um von der Öffentlichkeit zu profitieren, die seine Probleme brachten, als auch um aus dem Vertrag mit ihm herauszukommen. Ein weiteres Album, The Trials and Tribulations of Russell Jones erschien 2002 bei D-3 Records, ebenfalls ohne die aktive Teilnahme von Jones. Zusammen mit älteren unveröffentlichten Rap-Aufnahmen von ihm traten zahlreiche Gastkünstler auf, darunter Mitglieder des Wu-Tang Clans, C-Murder und die Insane Clown Posse.
Nachdem er 2003 endgültig aus dem Gefängnis entlassen worden war, unterschrieb er einen Vertrag bei Roc-a-Fella Records. Jones lebte unter offiziellem Hausarrest im Haus seiner Mutter, VH1 produzierte eine Reality-Show über sein Leben. Er begann die Aufnahmen für ein neues Album und kündigte an, mit Elektronik-Künstlern wie Carnage and the Fiasco, Fischerspooner oder Massive Attack arbeiten zu wollen.

## Tod und Nachwirken

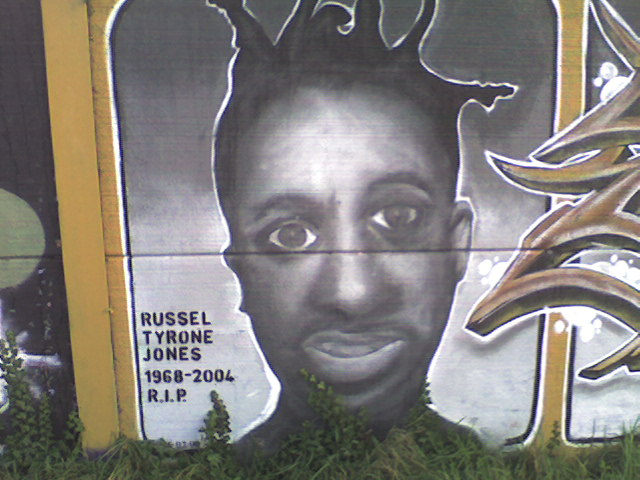
Wandgemälde als Andenken an O.D.B.

Die Aufnahme dieses Albums konnte O.D.B. nicht mehr fertigstellen. Zwei Tage vor seinem 36. Geburtstag verstarb Ol’ Dirty Bastard im November 2004 in einem Studio in Manhattan. Der Rapper hatte zuvor über Schmerzen in der Brust geklagt. Ihm wurde der Besuch beim Arzt angeraten, doch er nahm den Rat nicht ernst. Nach dem Zusammenbruch kam für ihn jede Hilfe zu spät. Er starb gegen 18 Uhr am 13. November 2004 in New York. Am 15. November 2004 wurde als Ergebnis seiner Autopsie ein Herzinfarkt infolge einer Überdosis Kokain in Kombination mit Tramadol bekanntgegeben. Diese beiden Substanzen hatte man bei einer Autopsie in seinem Magen gefunden.
Der Rapper hinterließ seine Frau Icelene sowie insgesamt sieben Kinder, die unter anderem aus verschiedenen anderen Ex-Beziehungen stammen.
Knapp eine Woche nach seinem Tod gab sein Musiklabel Roc-A-Fella bekannt, Anfang 2005 die von O.D.B. fast fertiggestellte CD Osirus veröffentlichen zu wollen. Weiterhin wurde bekannt, dass O.D.B. kein Testament hinterlegt hatte. Einige Mütter seiner sieben Kinder verhandelten bereits kurz nach seinem Tod um seine Hinterlassenschaft. Seine letzte Ruhestätte fand O.D.B. am 18. November 2004 auf dem Christian Cultural Centre in Brooklyn, New York. Anfang 2012 wurden seine FBI-Akten veröffentlicht.

## Pseudonym
Er war hauptsächlich unter dem Künstlernamen Ol’ Dirty Bastard (kurz O.D.B.) bekannt, benutzte aber zahlreiche weitere Pseudonyme, u. a. Big Baby Jesus, Joe Bannanas, Cyrus, Unique Ason, Dirt Dog, Osirus und Dirt McGirt.

## Diskografie

### Studioalben
| Jahr | Titel                                        | Höchstplatzierung, Gesamtwochen, AuszeichnungChartplatzierungen (Jahr, Titel, Platzierungen, Wochen, Auszeichnungen, Anmerkungen) | Höchstplatzierung, Gesamtwochen, AuszeichnungChartplatzierungen (Jahr, Titel, Platzierungen, Wochen, Auszeichnungen, Anmerkungen) | Höchstplatzierung, Gesamtwochen, AuszeichnungChartplatzierungen (Jahr, Titel, Platzierungen, Wochen, Auszeichnungen, Anmerkungen) | Anmerkungen                              |
| Jahr | Titel                                        | DE | UK | US | Anmerkungen                              |
| ---- | -------------------------------------------- | --- | --- | --- | ---------------------------------------- |
| 1995 | Return to the 36 Chambers: The Dirty Version | — | UK— SilberUK | US7 Platin · (21 Wo.)US | Erstveröffentlichung: 28. März 1995      |
| 1999 | Nigga Please                                 | DE59 (3 Wo.)DE | — | US10 Gold · (27 Wo.)US | Erstveröffentlichung: 14. September 1999 |
| 2005 | A Son Unique                                 | — | — | — | Erstveröffentlichung: 21. Juni 2005      |

### Livealben
- 2005: Free to Be Dirty Live!

### Kompilationen
| Jahr | Titel                                        | Höchstplatzierung, Gesamtwochen, AuszeichnungChartsChartplatzierungen (Jahr, Titel, Platzierungen, Wochen, Auszeichnungen, Anmerkungen) | Anmerkungen                         |
| Jahr | Titel                                        | US | Anmerkungen                         |
| ---- | -------------------------------------------- | --- | ----------------------------------- |
| 2002 | The Trials and Tribulations of Russell Jones | US33 (7 Wo.)US | Erstveröffentlichung: 19. März 2002 |

Weitere Kompilationen
- 2001: The Dirty Story: The Best Of ODB
- 2005: The Definitive Ol’ Dirty Bastard Story
- 2007: In Memory Of, Vol. 3
- 2011: The Last Tape (Greatest Hits)

### Mixtapes
| Jahr | Titel  | Höchstplatzierung, Gesamtwochen, AuszeichnungChartplatzierungen (Jahr, Titel, Platzierungen, Wochen, Auszeichnungen, Anmerkungen) | Höchstplatzierung, Gesamtwochen, AuszeichnungChartplatzierungen (Jahr, Titel, Platzierungen, Wochen, Auszeichnungen, Anmerkungen) | Anmerkungen                          |
| Jahr | Titel  | CH | US | Anmerkungen                          |
| ---- | ------ | --- | --- | ------------------------------------ |
| 2005 | Osirus | CH92 (1 Wo.)CH | US157 (1 Wo.)US | Erstveröffentlichung: 4. Januar 2005 |

### EPs
- 1996: O.D.B.E.P.

### Singles
| Jahr | Titel Album                                                   | Höchstplatzierung, Gesamtwochen, AuszeichnungChartplatzierungen (Jahr, Titel, Album, Platzierungen, Wochen, Auszeichnungen, Anmerkungen) | Höchstplatzierung, Gesamtwochen, AuszeichnungChartplatzierungen (Jahr, Titel, Album, Platzierungen, Wochen, Auszeichnungen, Anmerkungen) | Höchstplatzierung, Gesamtwochen, AuszeichnungChartplatzierungen (Jahr, Titel, Album, Platzierungen, Wochen, Auszeichnungen, Anmerkungen) | Höchstplatzierung, Gesamtwochen, AuszeichnungChartplatzierungen (Jahr, Titel, Album, Platzierungen, Wochen, Auszeichnungen, Anmerkungen) | Höchstplatzierung, Gesamtwochen, AuszeichnungChartplatzierungen (Jahr, Titel, Album, Platzierungen, Wochen, Auszeichnungen, Anmerkungen) | Anmerkungen                                                                            |
| Jahr | Titel Album                                                   | DE | AT | CH | UK | US | Anmerkungen                                                                            |
| --- | ------------------------------------------------------------- | --- | --- | --- | --- | --- | -------------------------------------------------------------------------------------- |
| 1995 | Brooklyn Zoo Return to the 36 Chambers: The Dirty Version     | — | — | — | — | US54 (16 Wo.)US | Erstveröffentlichung: 7. Februar 1995                                                  |
| 1995 | Shimmy Shimmy Ya Return to the 36 Chambers: The Dirty Version | — | — | — | UK— SilberUK | US62 (15 Wo.)US | Erstveröffentlichung: 2. Mai 1995                                                      |
| 1997 | Hip Hop Drunkies Likwidation                                  | — | — | — | — | US66 (9 Wo.)US | Erstveröffentlichung: 10. April 1997 Tha Alkaholiks feat. Ol’ Dirty Bastard            |
| 1997 | Fix Another Level                                             | DE67 (9 Wo.)DE | — | — | UK7 (5 Wo.)UK | US58 (10 Wo.)US | Erstveröffentlichung: 22. Juli 1997 BLACKstreet feat. Ol’ Dirty Bastard & Slash        |
| 1997 | Say Nothin’ This Is Not a Love Song                           | — | — | — | UK29 (2 Wo.)UK | — | Erstveröffentlichung: 1997 Omar feat. Ol’ Dirty Bastard                                |
| 1998 | Ghetto Supastar (That Is What You Are) Ghetto Supastar        | DE1 Platin · (22 Wo.)DE | AT1 Platin · (12 Wo.)AT | CH1 (24 Wo.)CH | UK2 Platin · (20 Wo.)UK | US15 (21 Wo.)US | Erstveröffentlichung: 6. Juni 1998 Pras Michel feat. Ol’ Dirty Bastard introducing Mýa |
| 1999 | Got Your Money Nigga Please                                   | — | — | — | UK11 Gold · (8 Wo.)UK | US33 (20 Wo.)US | Erstveröffentlichung: 14. September 1999 feat. Kelis                                   |
| Folgende Lieder erschienen nicht als Single, wurden aber durch das Album zum Download und Streaming bereitgestellt und konnten somit eine Platzierung erlangen: |                                                               | | | | | |                                                                                        |
| |                                                               | | | | | |                                                                                        |
| 2022 | Forgiveless SOS                                               | — | — | — | — | US76 Gold · (1 Wo.)US | Charteinstieg: 24. Dezember 2022 SZA feat. Ol’ Dirty Bastard                           |

Weitere Singles
- 1995: Rawhide
- 1995: Nuttin but Flavor (Funkmaster Flex and the Ghetto Celebs feat. Biz Markie, Charlie Brown & Old Dirty Bastard)
- 1996: Dirty & Stinkin’ 96 (mit 60 Second Assassin)
- 1998: Shining Star (Sunz of Man feat. Ol’ Dirty Bastard & Earth, Wind and Fire)
- 1998: Got’s Like Come On Thru (Buddha Monk feat. Ol’ Dirty Bastard)
- 1999: Recognize
- 1999: Nigga Please
- 2000: I Speak the Truth
- 2000: Suave Dirt Dogs (mit Choclair)
- 2001: Last Call (mit Masta Fuol)
- 2002: Dirty and Stinkin’
- 2003: When You Hear That (Beanie Sigel feat. Peedi Crakk & Dirt McGirt aka ODB)
- 2004: Every Time (Jon B feat. Dirt McGirt aka ODB)
- 2004: Operator
- 2005: Love Hurts (Wookie Remix) (Sirens feat. O. D. B.)
- 2005: Thirsty (The Remixes) (mit Black Keith)
- 2005: Where’s Your Money (Busta Rhymes feat. O. D. B.)
- 2005: ODB, Don’t Go Breaking My Heart
- 2005: A Son Unique Advance Sampler
- 2005: Pop Shots
- 2005: Intoxicated
- 2005: Lyrical Virus
- 2005: Dirty Dirty
- 2006: Where Brooklyn At? (Bekay feat. Old Dirty Bastard)

## Auszeichnungen für Musikverkäufe
| Silberne Schallplatte - Frankreich - 1998: für die Single Ghetto Supastar (That Is What You Are) Goldene Schallplatte - Kanada - 2000: für das Album Nigga Please - Niederlande - 1998: für die Single Ghetto Supastar (That Is What You Are) Platin-Schallplatte - Australien - 1998: für die Single Ghetto Supastar (That Is What You Are) - Belgien - 1998: für die Single Ghetto Supastar (That Is What You Are) - Neuseeland - 1998: für die Single Ghetto Supastar (That Is What You Are) - Norwegen - 1998: für die Single Ghetto Supastar (That Is What You Are) | 2× Platin-Schallplatte - Schweden - 1998: für die Single Ghetto Supastar (That Is What You Are) |

Anmerkung: Auszeichnungen in Ländern aus den Charttabellen bzw. Chartboxen sind in ebendiesen zu finden.
| Land/RegionAuszeichnungen für Musikverkäufe (Land/Region, Auszeichnungen, Verkäufe, Quellen) | Silber     | Gold     | Platin       | Verkäufe  | Quellen                   |
| -------------------------------------------------------------------------------------------- | ---------- | -------- | ------------ | --------- | ------------------------- |
| Australien (ARIA)                                                                            | —          | —        | Platin1      | 70.000    | aria.com.au               |
| Belgien (BRMA)                                                                               | —          | —        | Platin1      | 50.000    | ultratop.be               |
| Deutschland (BVMI)                                                                           | —          | —        | Platin1      | 500.000   | musikindustrie.de         |
| Frankreich (SNEP)                                                                            | Silber1    | —        | —            | 125.000   | infodisc.fr               |
| Kanada (MC)                                                                                  | —          | Gold1    | —            | 50.000    | musiccanada.com           |
| Neuseeland (RMNZ)                                                                            | —          | —        | Platin1      | 10.000    | aotearoamusiccharts.co.nz |
| Niederlande (NVPI)                                                                           | —          | Gold1    | —            | 50.000    | nvpi.nl                   |
| Norwegen (IFPI)                                                                              | —          | —        | Platin1      | 20.000    | ifpi.no                   |
| Österreich (IFPI)                                                                            | —          | —        | Platin1      | 50.000    | ifpi.at                   |
| Schweden (IFPI)                                                                              | —          | —        | 2× Platin2   | 60.000    | sverigetopplistan.se      |
| Vereinigte Staaten (RIAA)                                                                    | —          | 2× Gold2 | Platin1      | 1.500.000 | riaa.com                  |
| Vereinigtes Königreich (BPI)                                                                 | 2× Silber2 | Gold1    | Platin1      | 1.260.000 | bpi.co.uk                 |
| Insgesamt                                                                                    | 3× Silber3 | 5× Gold5 | 10× Platin10 |           |                           |